# Der Anschlag (Roman)
Der Anschlag, englischer Originaltitel 11/22/63, ist ein 2011 erschienener Roman des amerikanischen Schriftstellers Stephen King. Darin schildert ein Zeitreisender in der Ich-Form, wie er versucht, innerhalb eines fünfjährigen Vergangenheitsaufenthaltes nebst anderen Unglücken vor allem das Attentat auf John F. Kennedy am 22. November 1963 zu verhindern.
Das Buch ist der 51. Roman Kings, und der 40., den er unter seinem eigenen Namen veröffentlichte. Die Kritiken in den amerikanischen und deutschen Leitmedien fielen überwiegend positiv aus.

## Inhalt
Protagonist und zugleich Erzähler der Handlung ist Jacob „Jake“ Epping, ein junger, kürzlich geschiedener High-School-Englischlehrer in Lisbon Falls. Eines Abends fesselt ihn ein Aufsatz eines seiner GED-Schüler mit der Aufgabe „Der Tag, der mein Leben veränderte“. Harry Dunning, der gehbehinderte Hausmeister der Schule, der nun seinen Schulabschluss nachholt, schreibt darin seine Erinnerung an den Halloween-Abend 1958 in seiner Heimatstadt Derry nieder, in der sein betrunkener Vater seine von ihm getrennt lebende Mutter und Geschwister mit einem Hammer erschlug und ihn selbst zum Krüppel machte.

### Teil 1: Ein entscheidender Augenblick
Zwei Jahre nach diesem Aufsatz, im Jahr 2011, erhält Jake zu seiner Verwunderung eine private Einladung von Al Templeton, dem Inhaber seines Stammlokals, eines örtlichen Diners. Als er eintrifft, stellt er schockiert fest, dass Al unerklärlicherweise über Nacht bedeutend gealtert und vor allem todkrank geworden ist. Al eröffnet ihm, dass sich in der Vorratskammer seines Diners ein „Zeitportal“ befindet, das zum 9. September 1958 um 11:58:00 Uhr führt. Am „Ausgang“ des Zeitportals scheint nur ein ständig betrunkener, heruntergekommener Mann mit einer auffälligen gelben Karte im Hutband zu ahnen, dass der eingetroffene Zeitreisende ein Geheimnis birgt, ansonsten wird man dort als normaler Zeitgenosse betrachtet. Jake, neugierig geworden, geht durch das Portal, verbringt etwa eine Stunde im Jahr 1958 und kehrt wieder in die Gegenwart zurück, wo währenddessen immer exakt zwei Minuten vergehen, unabhängig von der Länge des Aufenthalts in der Vergangenheit.
Hauptsächlich hat Al das Portal zum günstigen Einkauf von Rindfleisch in der Vergangenheit genutzt. Doch hat er sich auch durch einige Experimente darüber vergewissert, dass der Geschichtslauf dauerhaft verändert werden kann und man nach Rückkehr in die Gegenwart noch die Spuren davon vorfindet. So hatte er auf der letzten Reise einen Jagdunfall eines jungen Mädchens verhindert, von dem sich anschließend in Zeitungsarchiven nichts mehr finden ließ. Doch jede erneute Reise in die Vergangenheit macht sämtliche beim letzten Mal vorgenommenen Veränderungen wieder rückgängig, führt also zu einem vollständigen „Neustart“ der Realität ab dem 9. September 1958. Das bedeutet zunächst, dass sich dort niemand an die zurückliegenden Reisen erinnert („Jedes Mal ist das erste Mal“), aber durch Jakes kurzen Ausflug hat beispielsweise der von Al zuvor verhinderte Jagdunfall wiederum stattgefunden, wie sie gemeinsam feststellen.
Überzeugt davon, dass ohne das Attentat auf John F. Kennedy im November 1963 die Weltgeschichte viel besser verlaufen und möglicherweise der Vietnamkrieg nicht eskaliert wäre, hat Al schließlich einen Plan geschmiedet, das Attentat nachträglich zu vereiteln. Diesen Plan hat er in der vergangenen Nacht auszuführen versucht und ab 1958 einige Jahre in der Vergangenheit zugebracht. Er hat Informationen über Lee Harvey Oswald gesammelt, ihn auch persönlich beobachtet und sich so gut es geht vergewissert, dass dieser tatsächlich Kennedys Mörder ist. Doch 1962 stellte sich heraus, dass Al wegen seiner fortschreitenden Lungenkrebs-Erkrankung den Plan selbst nicht mehr durchführen konnte, und er musste ein Jahr vor dem Attentat in die Gegenwart zurückkehren, um vor seinem bevorstehenden Tod jemanden ins Vertrauen zu ziehen und ihm das Vorhaben ans Herz zu legen.
Auf seinen Reisen hatte Al immer wieder gemerkt, dass die Vergangenheit sich auf rätselhafte Weise gegen Änderungen zu wehren scheint – direkt vor der Ausübung einer geschichtsverändernden Maßnahme kommt es zu unerklärlichen Zwischenfällen, etwa Autopannen oder plötzlichen Erkrankungen, die die Manipulation des Geschehens zu verhindern suchen, wobei – dies ist Jakes Folgerung – der Widerstand proportional mit den Auswirkungen der Änderung steigt. Das Vorhaben, Kennedy weiterleben zu lassen, lässt demnach erhebliche „Widerstände“ der Geschichte erwarten, die die Mission stark erschweren würden.

### Teil 2: Der Vater des Hausmeisters
Jake möchte zunächst einmal in einem kleineren Rahmen testen, ob Morde verhindert werden können. Er beschließt, die Familie Harry Dunnings vor der im Aufsatz geschilderten Bluttat zu bewahren. Mit falschen Papieren auf den Namen George Amberson, die ihm Al bereits besorgt hat, und einer erheblichen Menge zeitgemäßen Bargelds steigt er wieder in das Jahr 1958. Dort ist alles wie zuvor, allerdings ist die Karte des „Gelbe-Karte-Manns“ nun orange.
Jake kauft sich einen Gebrauchtwagen, reist damit nach Derry, mietet dort eine Wohnung, wobei er sich als Immobilienmakler ausgibt, und beschattet Harrys Vater, der, wie er erst herausfinden muss, Frank heißt. Von misstrauischen Einwohnern seinerseits beschattet und drangsaliert, lauert er in der entscheidenden Nacht Frank auf und greift in das laufende Geschehen ein, nachdem Harrys älterer Bruder Tugga bereits getötet und die Mutter verletzt worden ist. Durch sein Eingreifen wird die übrige Familie gerettet, Jake selbst bekommt allerdings eine heftige Kopfverletzung. Er verschwindet vom Tatort und gelangt trotz seiner Verwundung in die Gegenwart zurück.

### Teil 3: Leben in der Vergangenheit
Zurück im Jahr 2011 testet Jake, ob sein Eingriff in die Geschichte erfolgreich war, während Al seine Kopfverletzung versorgt. Einen behinderten Hausmeister Harry Dunning gibt es nun tatsächlich nicht. Jake findet die Telefonnummer von Harrys Schwester heraus und erfährt von ihr, dass Harry während der Tet-Offensive im Vietnamkrieg getötet wurde. Sie erkennt in ihm den geheimnisvollen „Schutzengel“ des Halloween-Abends und macht ihm wegen Vietnam schwere Vorwürfe, die Jake erstmals daran zweifeln lassen, ob es wirklich gut ist, die Vergangenheit zu ändern.
Als er Al am nächsten Morgen besuchen will, hat dieser sich das Leben genommen und nur einen Brief hinterlassen. Da Als Pachtvertrag für den Diner abläuft und damit das Zeitportal in wenigen Wochen zu verschwinden droht, nimmt Jake sich der geplanten Mission an. Mit Als Aufzeichnungen über Oswald sowie Sportergebnissen aus den Jahren 1958 bis 1963 (um durch Wetten seinen Lebensunterhalt bestreiten zu können) reist er wieder ins Jahr 1958, löst also wieder einen Neustart der Geschichte aus. Dort entdeckt er zunächst, dass der „Mann mit der gelben Karte“ sich selbst getötet hat und nun eine schwarze Karte in der Hand hält.
Zunächst verhindert er erneut den Mord an Harry Dunnings Familie, wozu er einfach Frank Dunning bei einer günstigen Gelegenheit schon einige Zeit vor der Bluttat erschießt. Den Jagdunfall des Mädchens verhindert er ebenfalls erneut, indem er den betreffenden Jäger von der Teilnahme an der Jagd abhält. Dann zieht er nach Florida, erwirbt von einer Titelmühle ein Diplom in Englisch und verbringt den Rest des Jahres 1958 als Aushilfslehrer an einer Schule. Sein gemietetes Häuschen wird als Racheaktion eines Buchmachers, bei dem Jake eine hohe Wette gewonnen hat, niedergebrannt, während er nicht zu Hause ist.

### Teil 4: Sadie und der General
Aus Als Notizen weiß Jake, dass Oswald erst in einem Jahr aus der Sowjetunion in die USA zurückkehren und sich in Texas niederlassen wird. Die Wartezeit verbringt er in der texanischen Kleinstadt Jodie mit einer einjährigen befristeten Anstellung als Lehrer an einer Highschool. Sein hohes persönliches Engagement macht ihn bei Schülern und Kollegen bald sehr beliebt, er wird für das folgende Schuljahr unter Vertrag genommen.
Eine leidenschaftliche Beziehung mit der neu eingestellten Schulbibliothekarin Sadie Dunhill bahnt sich an, die vor ihrem psychotischen Ehemann nach Texas geflohen ist. Nach einiger Zeit zerbricht die Romanze allerdings daran, dass Sadie zahlreiche kleine Anachronismen in Jakes Verhalten auffallen, Jake ihren Fragen jedoch nur ausweicht. Sie verlieren sich eine Zeitlang aus den Augen. Sadie reist nach Nevada, um ihre toxische Ehe aufzulösen, was wegen des dort liberaleren Scheidungsrechts möglich ist.
Jake verlässt Jodie, um Oswald zu überwachen, der inzwischen eine heruntergekommene Wohnung in Fort Worth gemietet hat. So kann er nicht nur Oswalds Kontakte mit George de Mohrenschildt verfolgen, sondern später auch verifizieren, dass Oswald (wie bis heute vermutet, aber nicht endgültig bewiesen) der Schütze beim Attentat auf General Edwin Walker im April 1963 war.
Vorsichtig nimmt Jake wieder Kontakt zu Sadie auf, ihre Liebe zueinander flammt wieder auf. Schon bald brauchen sie einander, nachdem Sadie von ihrem eifersüchtigen Ex-Mann überfallen und im Gesicht grausam entstellt wurde. Jake pflegt sie aufopfernd. Als sie ihren Schock überwunden hat, weiht er sie nach und nach in seine Zeitreise ein, verrät ihr jedoch keine Einzelheiten seines Vorhabens, um sie nicht in die gefährliche Sache hineinzuziehen.

### Teil 5: 22. November 1963
Um Sadies aufwendige Gesichtsoperationen zu finanzieren sowie ihr zu beweisen, dass er den Lauf der Geschichte schon kennt, schließt Jake erneut eine diesmal sehr gewagte Sportwette ab. Die Buchmacher sind alarmiert von seinen Wettgewinnen, die aus ihrer Sicht auf Insider-Informationen beruhen, und lassen ihn brutal zusammenschlagen. Jake muss elf Wochen im Krankenhaus verbringen und erleidet eine Amnesie. Er kann sich nur gelegentlich an die Namen nahestehender Personen einschließlich Sadie erinnern. Sein Vorhaben hat er vollständig vergessen, obwohl Sadie ihn anhand ihres Teilwissens dazu drängt, sich zu erinnern. Die Brocken, die ihm nach und nach wieder einfallen, hält er vor ihr geheim, um sie zu schützen.
Wenige Stunden vor dem Attentat erinnert er sich an Als Notizbücher, die er in einem Bankschließfach verwahrt hatte, ist wieder im Bilde und macht sich auf den Weg nach Dallas. Obwohl er Sadie heraushalten wollte, wird er von ihr unterwegs eingeholt und benötigt ihren Beistand auch tatsächlich. Gemeinsam bewältigen sie mehrere Verkehrsunfälle, Raubüberfälle und andere Hindernisse und erreichen kurz vor 12:30 Uhr in letzter Minute das fünfte Stockwerk des Texas School Book Depository, wo Oswald bereits sein Gewehr auf Kennedy angelegt hat. Jakes Schuss trifft Oswald zwar nicht, erschreckt ihn aber so, dass sein Schuss Kennedy verfehlt. Oswald schießt zurück auf Jake, der in dem Moment stolpert, so dass die hinter ihm hereinkommende Sadie tödlich getroffen wird. Dann wird Oswald von den durchs Fenster hereinprasselnden Schüssen des Secret Service getötet.

### Teil 6: Der Mann mit der grünen Karte
Jake wird unter dem Verdacht, ein Komplize von Oswald zu sein, in Gewahrsam genommen und erzählt den Ermittlern eine glaubhafte Geschichte, wonach er als Nachbar Oswalds dessen Plan geahnt hat und vereiteln wollte. Ein persönlicher Dankesanruf des Präsidenten beendet die Vernehmung und lässt Jake und (postum) Sadie endgültig zu Nationalhelden werden. Der FBI-Agent, der das Verhör geführt hat, glaubt Jakes Geschichte zwar nicht, doch hält er ihn auch nicht für schuldig; für ihn ist Jake ein Geheimagent unbekannter Zugehörigkeit. Er schlägt Jake vor, für immer abzutauchen, während offiziell eine Geschichte von einem trauernden Helden verbreitet wird, der sich zurückgezogen hat. Jake willigt ein und macht sich auf den Weg zurück nach Maine zum Zeitportal, um durch einen Neustart Sadie „wiederzubeleben“ und erneut kennenzulernen. Während der Fahrt erfährt er von einem schweren Erdbeben in Kalifornien mit über 7.000 Todesopfern und ahnt, dass das eine direkte Folge seines historischen Eingriffs ist.
Vor dem Portal steht nun ein Mann namens Zack Lang mit einer grünlich changierenden Karte. Er erklärt Jake, dass er wie sein versoffener Vorgänger zu jenen gehört, die die Zeitportale bewachen und dabei auch Zeitreisende vor historischen Änderungen warnen. Die Portale, von denen es noch einige gibt, beschreibt er als „Blasen“ der Zeit. Bei jeder neuen Reise gebe es aber nicht, wie es anfangs schien, einen kompletten Neustart, sondern es werde jedes Mal ein zusätzlicher „Strang“, eine Parallel-Realität erzeugt. Konflikte zwischen diesen Strängen machen die Realität instabil und können das erzeugende Portal zerstören. Die Fleischeinkäufe Als haben bereits Hunderte davon generiert, die allerdings keine wesentlichen Auswirkungen haben. Doch das verhinderte Kennedy-Attentat erzeugt Reibungen, die nicht mehr beherrschbar sind – daher die Erdbeben. Um die Stabilität der Welt wiederherzustellen, solle Jake seine Änderungen rückgängig machen. Zu dem Schluss werde er selbst kommen, wenn er die Folgen seines Handelns gesehen habe.
Jake kehrt wieder in das Jahr 2011 zurück, wo das Portal jetzt in einem verdreckten Klo eines verlassenen Supermarkts liegt, und findet sich erschrocken in einer vollkommen dystopischen, untergehenden Welt wieder, in der alle Menschen entweder bösartig oder verängstigt sind. Er rettet Harry Dunning, der in Vietnam verwundet wurde und seitdem auf den Rollstuhl angewiesen ist, vor einer Bande jugendlicher Krawallmacher und begleitet ihn nach Hause. Erstaunt über Jakes Bildungslücken schildert Harry ihm die Abläufe seit 1963: Lyndon B. Johnson wurde nie US-Präsident, infolgedessen gab es keine bedeutende Bürgerrechtsbewegung. Martin Luther King wurde bei Rassenunruhen von einem korrupten FBI-Agenten getötet. Im trotz allem ausgebrochenen Vietnamkrieg wurden seit 1969 von US-Präsident George Wallace sowie in einem Krieg zwischen Pakistan und Indien und bei Terroranschlägen an die 30 Atombomben gezündet. Ganze Städte wie Bombay und Hanoi sind vernichtet. Ein Erdbeben führte am 19. Juni 1999 zu einem Reaktorunfall, der Neuengland und Québec radioaktiv verseuchte. 2005 schloss Maine sich Kanada an. Die zunehmenden Erdbeben lassen eine Unbewohnbarkeit der Erde bis spätestens 2080 erwarten, vier japanische Inseln einschließlich Hokkaidō sind bereits im Meer versunken. Jake kommt zu dem Schluss, dass die Spannungen zwischen den widersprüchlichen Realitätssträngen des verhinderten und des stattgefundenen Kennedy-Attentats das alles auslösen, und reist erneut nach 1958. Zack Lang trägt nun eine ockerfarbene Karte und fleht ihn an, sofort wieder zurückzukehren und damit die „richtige“ Realität wieder herzustellen. Jake läuft vor ihm weg.

### „Abschließende Notizen“
Einige Wochen lang schreibt Jake in der ruhigen Welt 1958 seine Erlebnisse nieder. Er überlegt, ob er nach Sadie suchen und sie erneut kennenlernen soll, entschließt sich aber dazu, das bleiben zu lassen, um Schmetterlingseffekte zu vermeiden. Er achtet darauf, möglichst wenig Spuren zu hinterlassen, kehrt nach Abschluss seiner Erzählung nach 2011 zurück und findet die Welt wieder in vertrauter Form vor. Er schläft sich aus und verlässt Lisbon Falls für immer.
Nachdem er herausgefunden hat, dass Sadie den Überfall ihres Ex-Mannes auch ohne sein Eingreifen überlebt hat, besucht er als Gast ein Fest in Jodie, auf dem die nun 77-Jährige wegen ihres sozialen Engagements als Bürgerin des Jahrhunderts geehrt wird. Er tanzt mit ihr, und als sie rätselt, wieso er ihr bekannt vorkommt, sagt er ihr nur, sie beide hätten sich „in einem anderen Leben“ sehr nahegestanden.

## Rezeption
Die Rezensionen der amerikanischen Leitmedien fielen ganz überwiegend positiv, teils überschwänglich aus – dies spiegelt die wachsende Akzeptanz Kings durch das literarische Establishment als „seriöser“ Schriftsteller wider. So ist Der Anschlag bereits der 32. Roman Kings, der den ersten Platz der Bestsellerliste der New York Times Book Review erreichte, doch in seiner Karriere auch der erste, der von den Literaturkritikern der Zeitung in die prestigeträchtige Liste der zehn besten Bücher des Jahres gewählt wurde – eine Entscheidung, die selbst für Schlagzeilen sorgte.

## Verfilmung
Regisseur Jonathan Demme (Philadelphia, Das Schweigen der Lämmer) gab bereits 2011 bekannt, an einer Verfilmung des Romans interessiert zu sein; dieses Vorhaben gab er jedoch nach inhaltlichen Differenzen mit King 2012 auf. Im April 2013 wurde schließlich bekannt, dass Warner Bros. Television und Bad Robot Productions, die Produktionsfirma von J. J. Abrams, die Rechte für eine Fernsehserie oder Miniserie erwerben wollten. Im September 2014 stand fest, dass eine Miniserie für Hulu produziert werden soll und diese acht Episoden umfassen wird. Die Hauptrolle des Jake Epping übernahm James Franco. Die Serie 11.22.63 – Der Anschlag feierte schließlich am 15. Februar 2016 Premiere.

## Trivia
- King versuchte sich an der Idee zum Roman bereits 1972, damals unter dem Arbeitstitel Split Track (hier etwa: „Parallelwelt“). Im Nachhinein war er froh, länger gewartet zu haben, da nach nur zehn Jahren der Schock über Kennedys Ermordung immer noch zu tief saß. Damals kam King gerade einmal 14 Seiten weit.
- King skizzierte die Handlung von Der Anschlag bereits 2007 in einem offenen Brief, damals noch als Idee für einen Comic.
- Im Juni 2011 wurde ein längerer Auszug des Romans vorveröffentlicht, es handelte sich dabei um die Kapitel 8–10.
- Auch das E-Book Raststätte Mile 81 enthält einen Auszug.
- Eine weitere E-Book-Version enthält einen 13-minütigen, von King selbst geschriebenen und vertonten Kurzfilm über die Ära Kennedy.
- Seit Anfang November 2011 gibt es eine offizielle, interaktive Homepage zum Roman.
- Am 19. Juni 1999, also am Tag des Reaktorunfalls im Roman, ereignete sich der Autounfall von Stephen King.

## Verknüpfungen zu anderen Werken
- Der Roman ist durch die Thematik der Zeitreise mit zahlreichen Geschichten Kings verknüpft, darunter vor allem mit der Novelle UR sowie den Romanen Es und Der Turm.
- Der Protagonist in Der Anschlag reist in die fiktive Kleinstadt Derry zurück, in der auch schon die Romane Es, Schlaflos sowie Teile von Das Monstrum und Sara spielen. Epping landet ein paar Wochen nach den Ereignissen im ersten Teil von Es. Er begegnet dabei einigen Figuren aus dem Roman, wie z. B. Beverly Marsh und Richie Tozier. Es selbst versucht einmal erfolglos, ihn in einen umgestürzten Kamin zu locken.
- Sadie erwähnt während des Schulballs Don Hagarty, der in Es den Mord an seinem Partner beobachten muss.
- Auch die fiktive Stadt Castle Rock aus Dead Zone – Das Attentat, Cujo, Stark – The Dark Half,  In einer kleinen Stadt und einer Vielzahl weiterer King-Romane, kommt in Der Anschlag vor.
- In Kings Roman Dead Zone – Das Attentat fragt Johnny Smith sich, wie die Weltgeschichte sich verändert hätte, wenn jemand rechtzeitig Adolf Hitler ermordet hätte. Mit diesen Gedankenspielen, die in Der Anschlag von Al aufgegriffen werden, will Johnny Smith seine Planung eines Attentats auf Greg Stillson rechtfertigen.
- Als Jake den Mord an Frank Dunning plant, denkt er an die Möglichkeit, im fiktiven Shawshank State Prison zu landen, das unter anderem in Kings Novelle Rita Hayworth and Shawshank Redemption und dem Roman Die Arena vorkommt.
- Während Jake am DCHS lehrt, schlägt die Football-Schulmannschaft das Team aus dem fiktiven Arnette, Texas. Arnette ist die Heimatstadt von Stu Redman in The Stand.
- Jake Epping legt seine Hand auf einen weiß-roten Plymouth Fury, kaum dass er im Jahre 1958 gelandet ist. Der Ex-Mann seiner Freundin Sadie fährt ebenfalls einen weiß-roten 58er Plymouth Fury. Dieses Auto ist die „Hauptdarstellerin“ des Romans Christine.
- Als der Protagonist am Ende in eine untergehende Welt zurückkehrt, wird die Verbindung mit der Der-dunkle-Turm-Saga  nochmals dargestellt durch ein gewitterloses Donnern, welches für das Brechen eines Balkens steht. Außerdem findet Epping ein Auto mit dem Namen Takuro Spirit (die Handlung des Buches wird auch im Dunklen Turm erwähnt).
- Im Jahr 2021 erschien auf Disney+ die Serie Loki, in der die TVA ebenfalls die Aufgabe hat, den wahren Zeitstrahl zu beschützen und Parallelwelten zu verhindern. Diese Ähnlichkeit ist aber vermutlich Zufall, da die TVA auch schon in den Marvelcomics vorkam.

### Ausgaben
- Stephen King: 11/22/63. Scribner, New York 2011, ISBN 978-1-4516-2728-2.
- Stephen King: Der Anschlag. Aus dem Amerikanischen übersetzt von Wulf Bergner. Wilhelm Heyne, München 2012, ISBN 978-3-453-26754-1.
- Stephen King: Der Anschlag. Aus dem Amerikanischen übersetzt von Wulf Bergner. Wilhelm Heyne, München 2013, ISBN 978-3-453-43716-6.

### Rezensionen
- Rezensionen in der englischsprachigen Presse:
  - Janet Maslin: Race Across Time to Stop Assassin and Fall in Love. In: The New York Times, 31. Oktober 2011.
  - Errol Morris: Stephen King Goes to the Rescue of JFK, in der Druckversion erschienen unter dem Titel ‘Save Kennedy’. In: The New York Times, 13. November 2011.
- Rezensionen in der deutschsprachigen Presse:
  - Dietmar Dath: Vergesst nicht euren Bürgerkrieg, er lebt. In: Frankfurter Allgemeine Zeitung, 21. November 2011.
  - Anne Kathrin Koophamel: Die Vergangenheit wehrt sich!. In: Abendzeitung, 28./29. Januar 2012.
  - Sven-Eric Wehmeyer: Der Anschlag, in: Das Science Fiction Jahr 2012, herausgegeben von Wolfgang Jeschke, Sascha Mamczak und Sebastian Pirling, Heyne, München 2012, S. 365–369. ISBN 978-3-453-52972-4